# Maximilian von Hamilton
Maximilian von Hamilton (tschechisch: Maxmilián z Hamiltonu; * 17. März 1714 in München; † 31. Oktober 1776 in Kremsier) war Fürstbischof von Olmütz.

## Leben

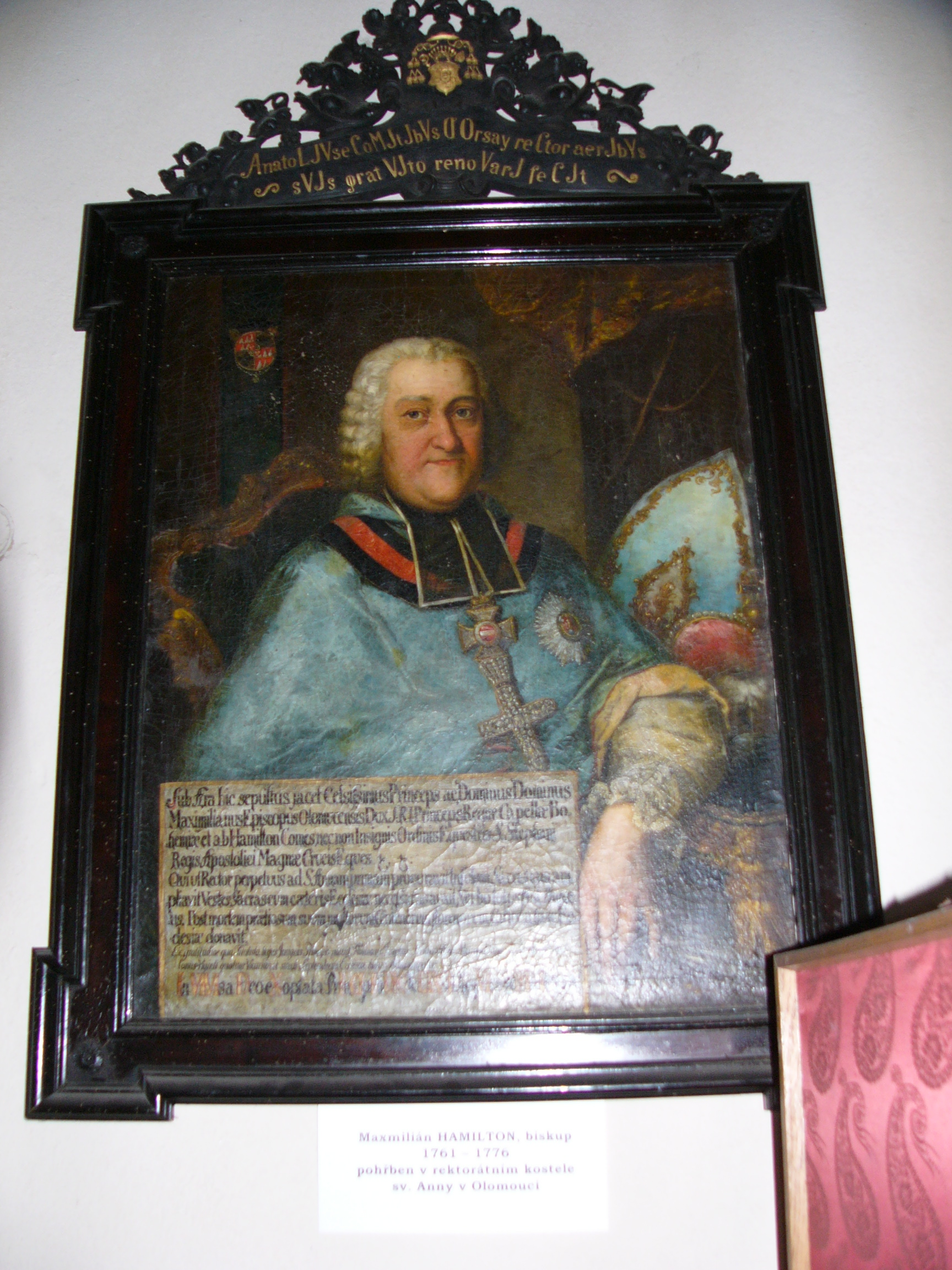
Maximilian von Hamilton

Seine Eltern waren Julius Franz von Hamilton, kurfürstlich bayerischer Hofrat und Maria Ernestina, geb. von Stahrenberg. Sein in England geborener Großvater Jakob von Hamilton aus einer schottischen Familie erhielt 1695 den Reichsgrafentitel und 1698 das mährische Inkolat.
Maximilian studierte in Ettal und 1734–1738 an der römischen Sapienza, wo er 1737 zum Dr. iur. utr. promoviert wurde. Nach der Priesterweihe 1738 war er seelsorglich tätig und wurde 1747 Olmützer Domkapitular, 1751 Rektor der St.-Anna-Kapelle am Olmützer Dom und 1758 zum Generalvikar ernannt. Nach dem Tod von Fürstbischof Leopold Friedrich von Egkh und Hungersbach wählte ihn das Olmützer Domkapitel zu dessen Nachfolger. 
Maximilian führte die unter Bischof Ferdinand Julius von Troyer begonnene Diözesanvisitation zu Ende und ließ 1772 ein Verzeichnis derjenigen Orte anlegen, an denen neue Pfarreien errichtet werden sollten. Das Verzeichnis diente als Grundlage für die Verhandlungen der Wiener Regierung mit dem Heiligen Stuhl über eine neue Diözesaneinteilung Mährens, mit der die Diözesangrenzen den veränderten Staatsgrenzen angepasst werden sollten. Nachdem der größte Teil Schlesiens 1742 an Preußen gefallen war, sollte der in Österreichisch-Schlesien liegende Gebietsanteil des Erzbistums Breslau einem neuen Bistum Troppau eingegliedert und aus Teilen Südmährens ein Bistum Brünn errichtet werden. Wegen dieser Absichten erwirkte die Wiener Regierung 1773 ein päpstliches Breve, das dem Olmützer Domkapitel die freie Wahl nach dem Tod des amtierenden Bischofs untersagte und das schon drei Jahre später nach dem Tod Maximilians, der in der im Olmützer Dom beigesetzt worden war, wirksam wurde.
Er war der Gründer des Dorfes Hamiltony.